# Xanthorhoe collumelloides
Xanthorhoe collumelloides là một loài bướm đêm trong họ Geometridae.